# Spencer Dunkley
Spencer Dunkley (né le 5 septembre 1969 à Wolverhampton, dans le Staffordshire en Angleterre) est un ancien joueur et entraîneur anglais de basket-ball.